# Кінофестиваль «Санденс»
Кінофестиваль «Санденс» (англ. Sundance Film Festival) — національний американський кінофестиваль незалежного кіно.
Проводиться щороку наприкінці січня в Парк-Сіті, штат Юта, США.

## Історія
Організатором кінофестивалю є Інститут Санденса (англ. Sundance Institute), який було засновано в 1981 році актором Робертом Редфордом і групою його друзів і однодумців для створення умов становлення незалежного американського кіно.
Кінофестиваль названо на честь персонажа, якого зіграв Роберт Редфорд у фільмі «Буч Кессіді і Санденс Кід».
Інститут Санденса є некомерційною організацією, яка займається відкриттям, розвитком і підтримкою незалежних кіно- та театральних художників зі всього світу, а також представляє їхні нові роботи громадськості.
Навесні 1981 року десятьох початківців-кінематографістів було запрошено на перший кінофестиваль Санденс, де у творчих лабораторіях Інституту Санденса вони зустрілися з провідними сценаристами та режисерами, котрі допомогли незалежним сценаристам і кінорежисерам писати, знімати та компонувати відзнятий матеріал.
У 1984 році було прийнято рішення про розширення діяльності Інституту, і з того часу до програм Інституту Санденса почали входили програми з розвитку театрального мистецтва. У рамках фестивалю існують молодіжні програми, інтерактивні виставки та музичні концерти. Роберт Редфорд є президентом Інституту Санденса з моменту його заснування. До програми Інституту входить щорічний кінофестиваль «Санденс», який є міжнародний кіноринком, де дистриб'юторські та збутові компанії можуть придбати фільми для показу в світових кінотеатрах. Деякі фільми можна подивитися в режимі онлайн на сайт кінофестивалю. Інститут Санденса проводить творчі та практичні семінари, наприклад, з музичного оформлення кінофільмів, і заняття, присвячені театральним постановкам, а також надає незалежним діячам мистецтва фінансову підтримку, надаючи стипендії. Інститут також веде архів історії незалежних фільмів кінофестивалю, який знаходиться в Лос-Анджелесі, з метою їх збереження. Перший міжнародний кінофестиваль «Санденс» відбувся в 1985 році в місті Парк-Сіті.

### Українські фільми на фестивалі
У січні 2015 року американсько-британсько-український документальний фільм "Російський дятел" здобув Гран-прі за найкращий закордонний документальний фільм. У лютому 2020 року українка Ірина Цілик отримала на фестивалі нагороду за найкращу режисуру за фільм «Земля блакитна, ніби апельсин». У 2022 році українсько-турецький фільм "Клондайк" отримав нагороду за кращу режисуру в категорії світове художнє кіно, а фільм "Будинок зі скалок" — премію за найкращу режисуру в категорії світове документальне кіно. У 2023 український фільм " 20 днів в Маріуполі" отримав приз глядацьких симпатій в категорії світове документальне кіно, в тому ж році "Залізні метелики" був номінований. В 2024 році український фільм "Порцелянова війна" отримав гран-прі в категорії "Документальний фільм" D 2025 році Мстислав Чернов отримав нагороду за найкращу режисуру в програмі World Cinema Documentary за свій фільм 2000 метрів до Андріївки.

## Кінофестиваль «Санденс» у поп-культурі
- анімаційний серіал «Південний парк», епізод 9 (209) «Солоні шоколадні яйця Шефа» (англ. Chef's Chocolate Salty Balls). Епізод про те, як Роберт Редфорд приймає рішення проводити кінофестиваль «Санденс» у Південному Парку.
- Серіал «Красені», сезон 2, епізод 7 «Діти Санденса» (англ. Sundance Kids). Головні герої приїжджають в Парк-Сіті для того, щоб переконати режисера Джеймса Камерона взяти Вінсента Чейза на роль Аквамена в його новому фільмі.
- Анімаційний серіал «Сімпсони», сезон 19, епізод 418-1918 «На кожен Санденс» (англ. Any Given Sundance) (назва пародіює назву фільму («Щонеділі») за участю Аль Пачіно), в якому Ліса представила документальний фільм про свою родину на кінофестивалі «Санденс»; Гомеру, Барту та Мардж стає соромно після того, як вони побачили себе з боку; директор школи Сеймур Скіннер та інспектор Гарі Чалмерз вирішують зайнятися кінобізнесом.